# Рековский, Марцин
Марцин Мечислав Рековский (пол. Marcin Mieczyslaw Rekowski; род. 10 января 1978, Косцежина, Поморское воеводство) — польский боксёр, представитель тяжёлой весовой категории. Выступал за национальную сборную Польши по боксу во второй половине 2000-х — начале 2010-х годов, трёхкратный чемпион Польши, победитель и призёр турниров международного значения. В 2012—2018 годах боксировал также на профессиональном уровне.

## Биография
Марцин Рековский родился 10 января 1978 года в городе Косьцежина Поморского воеводства, Польша.

### Любительская карьера
Имел определённые успехи на юниорском уровне, в частности в 1996 году на чемпионате Польши среди юношей стал бронзовым призёром в категории до 81 кг.
Впервые заявил о себе среди взрослых боксёров в сезоне 2004 года, выиграв бронзовую медаль на взрослом чемпионате Польши в Познани — на стадии полуфиналов тяжёлой весовой категории уступил Гжегожу Кельсе.
На польском национальном первенстве 2005 года в Плоньске вновь проиграл Кельсе, но уже на предварительном этапе.
В 2006 году на чемпионате Польши в Познани дошёл до четвертьфинала тяжёлого веса, на сей раз его остановил Марцин Прычек.
На польском национальном первенстве 2007 года в Белостоке вновь остановился в четвертьфинале, не смог пройти Лукаша Зыгмунта.
Наконец, в 2008 году на чемпионате Польши в Домброва-Гурнича одолел всех своих соперников в тяжёлой весовой категории и тем самым завоевал золотую медаль.
На польском национальном первенстве 2009 года в городе Пневы выиграл серебряную медаль, уступив в решающем поединке Матеушу Малухде. Попав в состав польской национальной сборной, выступил на международном турнире Таммер в Тампере, откуда привёз награду золотого достоинства — прошёл всех оппонентов, в том числе в финале взял верх над алжирцем Шуайбом Булудинатом.
В 2010 году на чемпионате Польши в Стшегоме попасть в число призёров не смог. Принял участие в матчевых встречах со сборными США и Германии, боксировал на чемпионате Европы в Москве — здесь уже в 1/8 финала тяжёлой весовой категории со счётом 2:12 потерпел поражение от титулованного итальянца Роберто Каммарелле.
В 2011 году на соревнованиях в Конине во второй раз стал чемпионом Польши в тяжёлом весе. Помимо этого выиграл бронзовую медаль на Мемориале Феликса Штамма в Варшаве, где в полуфинале вновь уступил итальянцу Каммарелле, и выступил на европейском первенстве в Анкаре, проиграв в 1/8 финала грузину Михаилу Бахтидзе.
На чемпионате Польши 2012 года в Познани добавил в послужной список ещё одну золотую медаль, полученную в зачёте тяжёлой весовой категории.

### Профессиональная карьера
Покинув расположение польской сборной, в мае 2012 года Рековский успешно дебютировал на профессиональном уровне. В течение полутора лет одержал 12 побед подряд, хотя выступал преимущественно на домашних польских рингах, и уровень его оппозиции был не очень высоким. Среди наиболее известных побеждённых им соперников — британец Дэнни Уильямс (44-17).
Первое в профессиональной карьере поражение потерпел в феврале 2014 года, раздельным решением судей от американца Оливера Маккола (56-13). Спустя некоторое время между ними состоялся матч-реванш, и на сей раз Рековский выиграл единогласным решением. Также в этом году отметился победой техническим нокаутом над соотечественником Альбертом Сосновским (48-6-2), завоевав при этом вакантный титул чемпиона Польши в тяжёлом весе.
В 2015 году техническим нокаутом победил нигерийца Гбенгу Олоукуна (19-11), но затем досрочно в десятом раунде проиграл представителю Доминиканской республики Наги Агилере (19-9).
В 2016 году выходил на ринг против соотечественников Анджея Вавжика (31-1) и Кшиштофа Зимноха (19-1-1): в первом случае проиграл техническим нокаутом, во втором — раздельным судейским решением.
В январе 2017 года на вечере бокса в Макао оспаривал вакантный титул интерконтинентального чемпиона в тяжёлом весе по версии Международной боксёрской федерации (IBF), но уже в четвёртом раунде был нокаутирован претендентом из Франции Карлосом Такамом (33-3-1). В конце 2017 года провел восстановительный бой победив Патрика Коулла в 4-м раунде нокаутом. В 2018 года вышел в ринг лишь  однажды победив досрочно малоизвестного Андраса Ксомора. После на ринг не выходил более 6 лет. 
Вернулся осенью 2024 года в возрасте 46 лет и проиграл нокаутом 32-летнему австрийскому боксеру с косовскими корнями Хабибу Вукитерне (10-1). С первых секунда стартового раунда был заметен долгий простой и плохая подготовка поляка: он медленно реагировал, заваливался вперёд и пропускал даже не самые быстрые удары соперника. В самом начале второго раунда был потрясен джебом Вукитерны, но смог продержаться почти до конца раунда. Развязка наступила за минуту до гонга, Марцин был послан в нокдаун правым боковым, смог встать, но выглядел сильно потрясенным. Рефери не дал продолжить зафиксировав нокаут.